# Sapphire & Steel
Sapphire & Steel is een Engelse science fictionserie die op de Engelse televisie werd uitgezonden van 1979 tot en met 1982. In Nederland heeft de TROS de serie begin jaren tachtig uitgezonden.

## Verhaal
Sapphire en Steel zijn twee wezens die als tijdagenten opereren tussen de verschillende dimensies. De belangrijkste dimensie is de tijd, een kracht die de gewone dimensies omringt. Door onvoorziene omstandigheden kunnen er echter zwakke plekken in de dimensie tijd ontstaan. De tijd dringt dan door de zwakke plekken heen en verstoort het heden door bepaalde zaken of mensen mee naar de eigen dimensie of door een alternatief heden te creëren. Ook sommige wezens die stammen uit het begin en einde der tijden breken door die zwakke plekken heen en infiltreren in het heden. Het is de taak van Sapphire en Steel om de gevolgen van de infiltratie te beperken en de zwakke plek te repareren. De zwakke plekken ontstaan als gevolg van bijvoorbeeld anachronismen. Zo wordt in de eerste aflevering een gezin getroffen waarbij de ouders een oud kinderliedje zingen: “Ring-a-roses”. Het boek waar in de liedjes staan trekt de tijd aan en de ouders worden door de tijd verzwolgen. Sapphire en Steel zijn eigenlijk elementen die een menselijke vorm kunnen aannemen. Andere elementen zijn de goedmoedige, maar reusachtig Lead en de technicus Silver. Een onbekende macht geeft de opdrachten aan de elementen om in te grijpen als de tijd weer eens slachtoffers eist. De elementen zijn in feite tijdreizigers. In een van de afleveringen refereert Steel bijvoorbeeld aan het mysterie van de Mary Celeste, een schip uit de achttiende eeuw dat op zee werd aangetroffen zonder bemanning en passagiers.

## Productie
De serie is bedacht door Peter J. Hammond. Hammond kreeg het idee voor de serie toen hij een nacht had doorgebracht in een kasteel dat bekendstond als spookhuis. Oorspronkelijk zou de serie “The Time menders”, de tijdreparateurs, heten, een titel die lading goed dekt. Door een beperkt budget kon er geen gebruik worden gemaakt van speciale effecten en lag de nadruk op de sfeer. Door van de tijd een geheimzinnige kracht te maken kreeg de serie meer een griezelig karakter met spookhuisachtige effecten.

## Rolverdeling
- Joanna Lumley – Sapphire
- David McCallum – Steel
- David Collings – Silver
- Val Pringle - Lead

## Afleveringen
De serie is opgebouwd uit zes verhalen met meerdere afleveringen. De afleveringen staan niet los van elkaar, maar vormen een doorlopend verhaal. De verhalen zijn niet getiteld, al heeft de DVD-release wel titels, maar deze zijn later verzonnen door fans, volgens scenarioschrijver P.J. Hammond:
I never gave titles to the stories. Neither did the production department. I think certain fanbases may have made up their own titles in order to discuss and analyse various stories. (Ik heb nooit titels gegeven aan de verhalen. Noch heeft de productie-afdeling dat gedaan. Ik denk dat bepaalde groepen liefhebbers hun eigen titels verzonnen hebben, om de verschillende verhalen te kunnen bediscussiëren en analyseren)
1. aflevering 1 tot en met 6 ("Escape Through a Crack in Time")
2. aflevering 7 tot en met 14 ("The Railway Station")
3. aflevering 15 tot en met 20 ("The Creatures' Revenge")
4. aflevering 21 tot en met 24 ("The Man Without a Face")
5. aflevering 25 tot en met 30 ("Dr. McDee Must Die")
6. aflevering 31 tot en met 34 ("The Trap")